# Nelly Garzón Alarcón
Nelly Garzón Alarcón (La Mesa, Cundinamarca, 8 de marzo de 1932-Bogotá, 17 de abril de 2019) Fue una enfermera y profesora colombiana, reconocida como la primera enfermera latinoamericana en ser presidenta del Consejo Internacional de Enfermería (CIE). Fue una de las mujeres colombianas que mayor relevancia tuvo en la ciencia a nivel internacional.

## Biografía
Nació el 8 de marzo de 1932 en el municipio de La Mesa, Cundinamarca.  

### Estudios
Se matriculó en la Universidad Nacional de Colombia, donde recibió el título de enfermera general en el año de 1958. Llevó a cabo estudios de maestría en enfermería en la Universidad Católica de América en Washington, Estados Unidos.

### Carrera
Fue elegida y asumió la presidencia del CIE durante el 18° Congreso de 1985 en Tel Aviv, Israel. Fue la primera presidenta sudamericana del CIE. En 1988, recibió la Medalla de Salud para Todos otorgado por la Organización Mundial de la Salud (OMS), por su liderazgo en el CIE y por la contribución del CIE en el movimiento mundial para lograr los objetivos de la OMS para el año 2000 a través de la Atención Primaria de la Salud (APS); fue la primera vez que la OMS otorga una medalla de este tipo a una enfermera. Así mismo fue la primera mujer presidenta del Tribunal Nacional Ético de Enfermería de 1997 a 2006. 

### Docencia
En sus últimos años, fue profesora de enfermería en programas de posgrado en la Universidad Nacional de Colombia, hasta el año 2006. Así mismo, la misma universidad le confirió el doctorado honoris causa en el 2011. Dirigió la regulación legal de las enfermeras en Colombia, incluyendo el establecimiento de la “Ley 266 de 1996” y la Ley de Ética de la Enfermería, “Ley 911, 2006”. 
Fue una de las gestoras y fundadora del Capítulo Upsilon Nu, Sigma Theta Tau Internacional, Sociedad de Honor de Enfermería (STTI) en la Universidad Nacional de Colombia en el año 2007. Del año 2011 al 2013 fue Coordinadora Regional del STTI para América Latina y el Caribe. En el 2015, la organización Sigma Global Nursing Excellence le otorgó el premio en enfermería Nell J. Watts Life Time Achievement. 
La doctora falleció el 17 de abril de 2019, a los 87 años.

### Distinciones
- Miembro de la Sociedad de Honor de Enfermería de los Estados Unidos, Society Sigma Theta Tau, Kappa Chapter.
- Enfermera del año elegida por la Asociación Nacional de Enfermeras de Colombia. ANEC 1970
- Medalla al mérito Universitario Universidad Nacional de Colombia, 1986
- Condecoración Jorge Bejarano, Ministerio de Salud – agosto de 1985
- Medalla Salud para todos Organización Mundial de la Salud – marzo de 1988
- Fellow Nightingale Society, 1988
- Premio Excelencia Académica área de Salud Asociación de Exalumnos Adexun en la Universidad Nacional de Colombia, 1990